# Нижнечеремошне
Нижнечеремошне (рос. Нижнечеремошное) — село у Краснозерському районі Новосибірської області Російської Федерації.
Входить до складу муніципального утворення Нижнечеремошинська сільрада. Населення становить 850 осіб (2010).

## Історія
Згідно із законом від 2 червня 2004 року органом місцевого самоврядування є Нижнечеремошинська сільрада.

## Населення
| 2002 | 2007  | 2010 |
| ---- | ----- | ---- |
| 1021 | ↗1066 | ↘850 |